# 熟梨糕

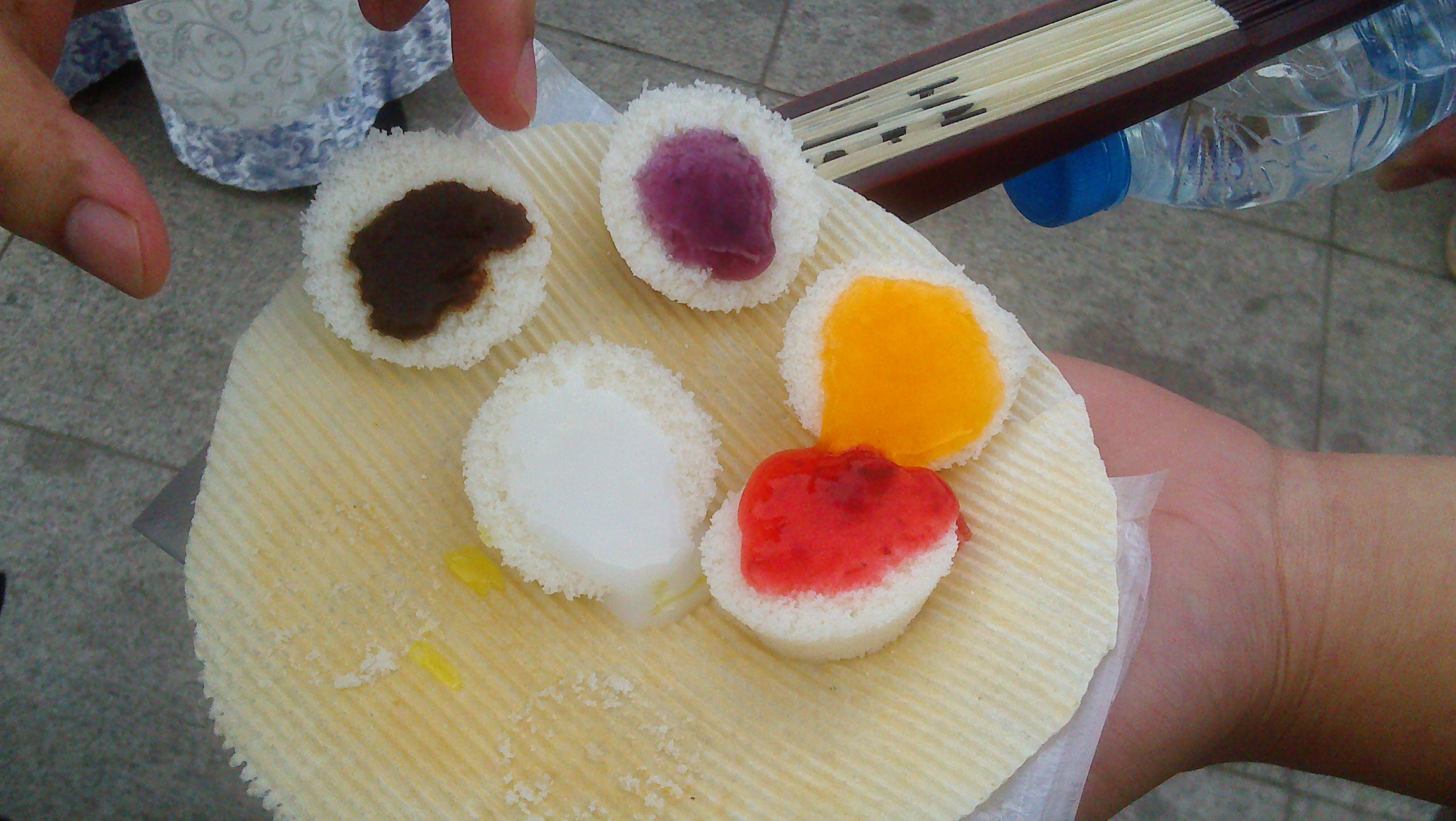
天津衛小吃熟梨膏

熟梨糕是一種風靡於中国天津的小吃。

## 歷史
此小吃起緣於天津并迅速風行，時間考據由於熟梨糕的正式學名甑兒糕，亦由於蒸食物的“甑”是比較古代的器皿。可以斷定小吃的歷史來源應該早於明清兩代。據《故都食物百詠》中記載：“擔凳炊糕亦怪哉，手和糖面口吹灰。一聲吆喝沿街過，博得兒童叫買來。”

## 製作
此小吃於梨並無關係，“梨”字可能與“哩”字通意，是“熟哩儿”的意思。今名熟梨糕但在文獻中記載正式學名應謂之：甑兒糕。“甑”是一種蒸食物的又類似空竹形狀的陶製器皿（現在也有木質的），高4寸，直徑2寸，有鏤孔可使蒸汽透過，甑的下方還需要一口鬲也就是帶金屬蓋子的鍋，鍋蓋上有一圓孔於其聯通，是蒸汽通過將甑直接對正於鍋蓋的圓孔。用米粉加適量白糖、芝麻，蒸時稍加清水，四五分鐘即熟，成型的熟梨糕成白色倒圓臺形，人們一般會在上面塗抹各種果醬砂糖瓜子仁兒，金糕條，青紅絲等。

### 趣聞
- 有一句歇後語“甑儿糕一屉顶一屉”由此而來。

- 天津的幼兒喜食熟梨糕，但此物並不解飽，故家長中間流傳一句話：“茉莉花兒喂駱駝”（喻再多的熟梨糕也無濟於事）